# Coraebus undatus
Bupreste du liège, Ver du liège
Espèce
Coraebus undatus, le Bupreste du liège ou Ver du liège, est une espèce d'insectes coléoptères de la famille des Buprestidae qui parasite, entre autres, les chênes.

## Répartition
L'espèce vit uniquement dans l'écozone paléarctique, en particulier en Andalousie et dans le reste du bassin méditerranéen.

## Description
C'est un coléoptère de couleur sombre mesurant de 10 à 16 mm. L'espèce est un parasite des arbres des genres Quercus, Castanea, Diosperos et Fagus.

### Larve
La larve peut creuser des tunnels de deux mètres de long. 

## Systématique
Le nom valide complet (avec auteur) de ce taxon est Coraebus undatus (Fabricius, 1787).
L'espèce a été initialement classée dans le genre Buprestis sous le protonyme Buprestis undatus Fabricius, 1787.
Ce taxon porte en français les noms vernaculaires ou normalisés suivants : Bupreste du liège, Couleuvre, Ver du liège.
Coraebus undatus a pour synonymes :
- Buprestis pruni Panzer, 1796
- Buprestis quadrifasciatus Rossi, 1790
- Buprestis undatus Fabricius, 1787
- Coraebus coeruleotinctus Obenberger, 1935
- Coraebus pruni (Panzer, 1796)
- Coraebus quadrifasciatus (Rossi, 1790)
- Coroebus undatus